# Чиганы
Чиганы — упразднённая деревня в Тевризском районе Омской области России. Входила в состав Иваново-Мысского сельсовета. Исключена из учётных данных в 1977 году.

## География
Деревня находилась на левом берегу реки Чиганка, на расстоянии примерно 14 километров (по прямой) к северо-востоку от центра сельсовета села Иванов Мыс.

## История
Основана в 1898 г.
По данным 1928 года состояла из 100 хозяйств. В административном отношении являлась центром Чиганского сельсовета Знаменского района Тарского округа Сибирского края. С 1954 г. в составе Иваново-Мысского сельсовета. Упразднена в 1977 г.

## Население
По данным переписи 1926 года в деревне проживало 589 человек (284 мужчины и 305 женщин), основное население — белоруссы.